# موزه عجمان

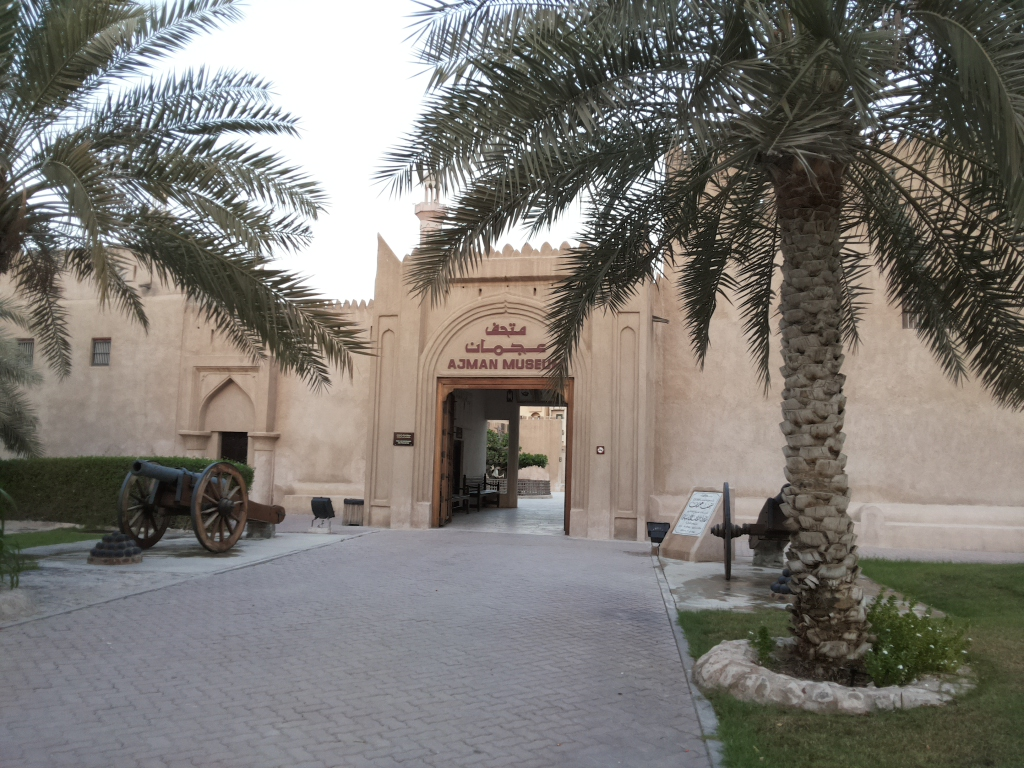
موزه عجمان

موزه عجمان (به عربی: متحف عجمان) یکی از اماکن تاریخی و جاذبهٔ گردشگری عجمان و یکی از مقاصد گردشگری و نقاط دیدنی امارات متحده عربی به‌شمار می‌آید.
موزهٔ عجمان در درون قلعه الحصن در قلب شهر عجمان واقع شده‌است. این دژ تاریخی در سال ۱۷۷۵ میلادی بنا شده‌است. موزهٔ عجمان در سال ۱۹۸۷ تأسیس شده‌است، و در سال ۱۹۹۱ توسط شیخ زاید بن سلطان آل نهیان رئیس دولت امارات به‌طور رسمی افتتاح شده‌است.

## از دیدنی‌های شهر عجمان
«موزه عجمان» یکی از دیدنی‌های مهم این شهر است.
در این موزه، مدل‌های زنده، نماهای زندگی روزمره مردم قدیم امارات را به تصویر می‌کشند. همچنین آثارهای کشف شده و سنگ‌نبشته‌هایی که در کوه‌های مصفوت و مزیرع به دست آمده، و همچنین ظرف‌های سفالی که در منطقهٔ منامه یافت شده‌است در موزه به معرض نمایش گذاشته شده‌است.
تصویری از خانهٔ حاکم پیشین، هدایای یادبودی، مدال‌ها، و همچنین مجموعه خط‌های تاریخی در موزه نگهداری می‌شود.
گوشه‌ای از موزه نیز به داروهای سنتی قدیمی اختصاص داده شده‌است.

## زندگی بادیه نشینان
زندگی بیابان نشینی، خانه‌های بادیه‌نشینان که از موی گوسفند و بز ساخته شده‌است، زندگی ماهیگیران از جمله این نماها می‌باشند. خانه‌های عربی قدیمی، مساجد، بازارها، باغ‌های خرما، زندگی ساحل نشینان و بیابان نشینی را به نمایش گذاشته‌اند. یکی از زیباترین این تصاویر، تصویر مربوط به استخراج مروارید از اعماق آب دریا می‌باشد که در آن چند تاجر مروارید، سنگ‌های وزنه، ترازو و غربال مخصوص این کار دیده می‌شوند. قایق‌های غواصی که مجسمه‌هایی از افرادی از غواصان در درون قایق مشغول صید و غوص هستند جلوهٔ خاصی دارد.
این موزه در نوع خود، یک موزه نظامی سحرآمیز نیز می‌باشد. در این موزه مجموعه جالبی از اقلام تاریخی از جنس مس، مرمر سفید و مصنوعات سفالی پیدا شده، در معرض دید عموم قرارداده شده‌است. باستان شناسان در سال‌های اخیر موفق به بیرون آوردن صدها نمونه مصنوعات دست‌ساز از قبیل ظروف سفالی، اسلحه‌ها و سکه‌های متعلق به هزاره سوم قبل از میلاد مسیح از دل خاک شده‌اند. این کشفیات اکنون در بخش باستان‌شناسی موزه نگهداری می‌شوند.